# I'm Standing on a Million Lives
I'm Standing on a Million Lives - In piedi su un milione di vite (100万の命の上に俺は立っている?, Hyakuman no inochi no ue ni ore wa tatte iru, lett. "Sono in cima a un milione di vite") è un manga scritto da Naoki Yamakawa e disegnato da Akinari Nao. Viene serializzato sulla rivista Bessatsu Shōnen Magazine di Kōdansha dal 9 giugno 2016. L'opera è stata concessa in licenza in Italia da Crunchyroll, in America del Nord da Kōdansha USA, in Francia da Pika Édition e in Germania da Manga Cult. Una serie televisiva anime dal titolo e prodotta da Maho Film è andata in onda dal 2 ottobre al 18 dicembre 2020, seguita da una seconda stagione andata in onda dal 10 luglio al 25 settembre 2021.

## Trama
Yuusuke Yotsuya, Iu Shindo e Kusue Hakozaki sono stati trasportati da una misteriosa creatura a metà faccia in un mondo parallelo e gli chiede di completare il gioco entro il tempo limite. Come bonus, sono quasi impostati come immortali, respawn dopo la morte, se almeno uno di loro sopravvive fino allo scadere del limite di tempo.
Il trio viene raggiunto da tre persone, Yuka Yukitate, Keita Torii e Glenda Carter. Completano diverse missioni e dopo averle superate, tornano nel mondo reale, ma quando arriva la prossima missione, tornano nel mondo parallelo, a distanza di pochi anni.
La misteriosa creatura risponde a tutte le domande che pongono al termine di ogni missione. Inoltre rivela che stavano giocando in innumerevoli mondi alternativi e sequenze temporali alternative.

## Personaggi
Yuusuke Yotsuya (四谷 友助?, Yotsuya Yūsuke)
Doppiato da: Yūto Uemura
Per un motivo sconosciuto è antisociale ed egoista. Una volta nel mondo delle missioni, scusa le sue azioni per un desiderio pragmatico ed egoistico di sopravvivere. Odia gli esseri umani, la società umana e se stesso; tuttavia, si illude volentieri che la sua decisione su chi è di valore aiuterà a migliorare le sue possibilità di sopravvivenza. Ha delle emozioni, ma preferirebbe essere uno psicopatico piuttosto che seguire le norme sociali. È costretto a fare del bene in quanto è il percorso ottimale per la sopravvivenza a causa del modo in cui il Game Master imposta le sfide che lui e i suoi compagni affrontano, dato che si concludono o quando muoiono tutti o quando portano a termine il loro obbiettivo.
Iu Shindo (新堂 衣宇?, Shindo Iu)
Doppiata da: Risa Kubota
Una delle poche persone convocate dal Game Master. Di origine travagliata, vittima di bullismo e di una banda di motociclisti, partecipa al gioco e cerca di migliorare se stessa.
Kusue Hakozaki (箱崎 紅末?, Hakozaki Kusue)
Doppiata da: Azumi Waki
Anche lei viene convocata dal Game Master. È malata e debole di costituzione nella sua vita, quindi sogna di diventare un medico per trovare una cura alla sua situazione. La ragazza gioca quindi per migliorare se stessa.
Yuka Tokitate (時舘 由香?, Tokitate Yuka)
Doppiata da: Makoto Koichi
Anche lei viene convocata dal Game Master. Inizialmente è stata salvata da Yuusuke da un gruppo di suoi aguzzini, ma il suo modo di aiutarla le ha fatto guadagnare la sua sfiducia. Ama le serie anime sulle ragazze magiche, che l'hanno ispirata a diventare una maga.
Kahabell (カハベル?, Kahaberu)
Doppiata da: Chiwa Saitō
È un cavaliere di Cortanel e un NPC. Si è unita al gruppo nella loro missione di consegnare il carico. Si è innamorata di Yuusuke ed è triste di vederlo andarsene dopo aver terminato la ricerca. 15 anni dopo, ha 2 figli, ha perso il braccio che usa per brandire la sua spada durante una campagna contro l'Impero Deokk, nemico del loro regno e si è stabilita in città. Ha represso i suoi sentimenti per Yuusuke, accettando il fatto di essere cresciuta più di lui. Al momento del 5º round, muore di vecchiaia.
Majiha Purple (マジハパープル?, Majiha Pāpuru)
Doppiata da: Kanako Takatsuki
Majiha Pink (マジハピンク?, Majiha Pinku)
Doppiata da: Ai Furihata
Keita Torii (鳥井 啓太?, Torii Keita)
Doppiato da: Toshiyuki Toyonaga
Keita era uno degli aggressori che cercavano di uccidere un ex spacciatore. Yuusuke però è riuscito ad impedire l'omicidio e a scappare prima dell'arrivo della polizia. Il ragazzo è grato a Yuusuke dato che l'ha aiutato a saldare il debito della sua famiglia. È diventato un giocatore dopo essere stato convocato dal Game Master, e si è unito al gruppo di Yuusuke.
Yana (ヤーナ?, Yāna)
Doppiata da: Ayana Taketatsu
Uno degli NPC dell'isola. Lei e Ahyu sono le due interpreti della danza cerimoniale del villaggio dell'isola.
Ahyu (アォユー?, Aoyū)
Doppiata da: Aoi Yūki
Uno degli NPC dell'isola. Lei e Yana sono le due interpreti della danza cerimoniale del villaggio dell'isola. È innamorata di Yuusuke e in seguito gli confessa di volersi ritirare per sposarlo.
Canteele (カンティル?, Kantiru)
Doppiato da: Shin'ichirō Miki
È un capo mercenario che è sopravvissuto all'evento. Diventa uno stregone al 6º round, porta Malita dal suo padrone e muore al 7º round.
Thanzamer (サンザマ?, Sanzamā)
Doppiato da: Yoshimasa Hosoya
Un nativo dell'isola, ha lasciato l'isola per essere un guerriero mercenario. Ha combattuto contro gli Orchi ed è morto dopo aver difeso la nave da cui provengono gli abitanti del villaggio sia dalla regina dei goblin che dalla lava.
Glenda Carter (グレンダ・カーター?, Gurenda Kātā)
Doppiata da: Saori Hayami
Una straniera che registra le sue avventure con una macchina fotografica. Anche lei viene convocata dal Game Master.
Habaki Futashige (二繁 羽樹?, Futashige Habaki)
Un salaryman che cerca di suicidarsi. È diventato un giocatore dopo che l'azienda è fallita e gli stipendi del dipendente sono stati presi dai proprietari dell'azienda.
Malita (マリタ?, Marita)
Un NPC membro del gruppo di milizia.

## Media

### Manga
I'm Standing on a Million Lives è scritto da Naoki Yamakawa e disegnato da Akinari Nao. La serie è iniziata su Bessatsu Shōnen Magazine di Kōdansha il 9 giugno 2016. Kōdansha ha raccolto i suoi capitoli in singoli volumi tankōbon. Il primo volume è stato pubblicato il 7 ottobre 2016. All'8 aprile 2025 sono stati pubblicati 21 volumi. 
In Nord America, la serie è concessa in licenza per l'uscita in inglese da Kōdansha USA, che pubblica sia in formato digitale, dal 3 luglio 2018, che cartaceo, dal 28 maggio 2019.
In Italia la serie è stata annunciata a marzo 2023 da RW Edizioni e viene pubblicata sotto l'etichetta Goen nella collana Mega Collection a partire dal 3 novembre seguente. La traduzioni dei testi è stata curata da Teresa Gallicchio.

#### Volumi
| 1  | 7 ottobre 2016 | ISBN 978-4-06-395810-2                                                      | 3 novembre 2023 | ISBN 978-88-9284-691-3 (ed. regolare) ISBN 978-88-9284-794-1 (ed. variant) |
| 1  | Capitoli - 1. La fine e l'inizio della guerriglia dei servi (ゲリラ農奴と終わりの始まり?, Gerira nōdo to owari no hajimari) - 2. Otaku e lezioni di popolarità (駄目なタイプのオタクとモテ講座?, Damena Taipu no otaku to mote kōza) - 3. La forza di magia Purple e il nemico (マジハパープルの力と敵?, Majiha Pāpuru no chikara to teki) - 4. La ragazza che taglia la carne e la strada del cavaliere (肉斬り系女子と騎士の道?, Niku kirikei joshi to kishi no michi) |                                                                             |                 |                                                                            |
| 2  | 9 marzo 2017 | ISBN 978-4-06-395878-2                                                      | 29 marzo 2024   | ISBN 978-88-9284-697-5                                                     |
| 2  | Capitoli - 5. Il senso e il potere del guerriero fragile (虚弱戦士の力と意味?, Kyojaku senshi no chikara to imi) - 6. Fedeli e fedeli (信者と信者?, Shinja to shinja) - 7. Il guerriero della luce e lo sconosciuto dell'oscurità (光の戦士と闇の他人?, Hikari no senshi to yami no tanin) - 8. Costole e cuore (肋骨と心臓?, Rokkotsu to shinzō) - 9. La definizione del bagaglio (荷物の定義?, Nimotsu no teigi)                                                       |                                                                             |                 |                                                                            |
| 3  | 17 settembre 2018 | ISBN 978-4-06-510184-1                                                      | 12 aprile 2024  | ISBN 978-88-9284-729-3                                                     |
| 3  | Capitoli - 10. Cavaliere Kahabell (騎士カハベル?, Kishi Kahaberu) - 11. La neve e il mondo (雪と世界?, Yuki to sekai) - 12. L'estate dell'assassino (殺人犯の夏?, Satsujin-han no natsu) - 13. Il tempo e la distanza (時間と距離?, Jikan to kyori) - 14. Yana e Aoyu (ヤーナとアォユー?, Yāna to Aoyū) |                                                                             |                 |                                                                            |
| 4  | 9 gennaio 2018 | ISBN 978-4-06-510547-4                                                      | —               | ISBN 978-88-9284-885-6                                                     |
| 4  | Capitoli - 15. (ハリボテの楽園?, Haribote no rakuen) - 16. (大杭と奇襲?, Dai kui to kishū) - 17. (栄光の敗走と敗走者の栄光?, Eikō no haisō to haisō-sha no eikō) - 18. (彼らはただそれを見上げる?, Karera wa tada sore o miageru) - 19. (災害の島の末裔たち?, Saigai no shima no matsuei-tachi) |                                                                             |                 |                                                                            |
| 5  | 8 giugno 2018 | ISBN 978-4-06-511573-2                                                      | —               | —                                                                          |
| 5  | Capitoli - 20. (屋内戦でビンビン?, Okunai-sen de binbin) - 21. (女王と巨大剣?, Joō to kyodai ken) - 22. (火山ガスの舞う中で・・・?, Kazan Gasu no mau naka de...) - 23. (吸収の巨大六芒星?, Kyūshū no kyodai rokubōsei) - 24. (関心の視野と無関心の聴覚野?, Kanshin no shiya to mukanshin no chōkaku no) |                                                                             |                 |                                                                            |
| 6  | 9 novembre 2018 | ISBN 978-4-06-513245-6 (ed. regolare) ISBN 978-4-06-514107-6 (ed. limitata) | —               | —                                                                          |
| 6  | Capitoli - 25. (短編映画と共同作業?, Tanpen eiga to kyōdō sagyō) - 26. (慣れと不慣れと拒否反応?, Nare to funare to kyohi han'nō) - 27. (腐食の黄金?, Fushoku no ōgon) - 28. (救済という攻撃?, Kyūsai to iu kōgeki) - 29. (超えた人間たちの判断?, Koeta ningen-tachi no handan) |                                                                             |                 |                                                                            |
| 7  | 9 aprile 2019 | ISBN 978-4-06-514870-9                                                      | —               | —                                                                          |
| 7  | Capitoli - 30. (一方通行の選択?, Ippōtsūkō no sentaku) - 31. (悪意の連鎖と悪意ブレイカー?, Akui no rensa to akui Bureikā) - 32. (高難度の潜入?, Kō nando no sen'nyū) - 33. (前進と停止?, Zenshin to teishi) - 34. (弱いものから戦いはじめる?, Yowai mono kara tatakai hajimeru) |                                                                             |                 |                                                                            |
| 8  | 9 settembre 2019 | ISBN 978-4-06-516443-3                                                      | —               | —                                                                          |
| 8  | Capitoli - 35. (マウントの争奪戦?, Maunto no sōdatsu-sen) - 36. (受難と希望の連戦?, Junan to kibō no rensen) - 37. (魔法使いと竜術士?, Mahōtsukai to Doragon Bishoppu) - 38. (望んだ膠着と望まない者?, Nozonda kōchaku to nozomanai mono) - 39. (炎上と友情?, Enjō to hakanai) |                                                                             |                 |                                                                            |
| 9  | 9 marzo 2020 | ISBN 978-4-06-518513-1                                                      | —               | —                                                                          |
| 9  | Capitoli - 40. (親と子と家族と個人?, Oya to ko to kazoku to kojin) - 41. (竜術士エピファニオ?, Doragon Bishoppu Epifanio) - 42. (大移動の真相?, Dai idō no shinsō) - 43. (光の戦士とメス全部殺すマン?, Hikari no senshi to mesu zenbu Korosu Man) - 44. (アサシンと商人?, Asashin to shōnin) |                                                                             |                 |                                                                            |
| 10 | 9 settembre 2020 | ISBN 978-4-06-520592-1                                                      | —               | —                                                                          |
| 10 | Capitoli - 45. (ヨツヤユースケーの罪と罰?, Yotsuya Yūsukē no tsumi to bachi) - 46. (条約とやり残し?, Jōyaku to yari nokoshi) - 47. (招集と海?, Shōshū to umi) - 48. (視野狭窄のハルマゲドン?, Shiya kyōsaku no Harumagedon) - 49. (鍛冶の王国?, Tan'ya no ōkoku) |                                                                             |                 |                                                                            |
| 11 | 9 dicembre 2020 | ISBN 978-4-06-521677-4                                                      | —               | —                                                                          |
| 11 | Capitoli - 50. (鎖に繫がれる事に甘んじた象?, Kusari ni tsunagareru koto ni amanjita zō) - 51. (金と変容?, Kin to hen'yō) - 52. (カゼオ僧侶ジャンガニー?, Kazeo sōryo Janganī) - 53. (穏やかな走馬灯?, Odayakana sōmatō) - 54. (初めての決意?, Hajimete no ketsui) |                                                                             |                 |                                                                            |
| 12 | 9 luglio 2021 | ISBN 978-4-06-524016-8                                                      | —               | —                                                                          |
| 12 | Capitoli - 55. (カゼオ開祖と人類の敵?, Kazeo kaiso to Paburikku Enemī) - 56. (抜け殻の賢者?, Nukegara no kenja) - 57. (代行プログラムの考察?, Daikō Puroguramu no kōsatsu) - 58. (俺の魔法?, Ore no mahō) - 59. (底辺労働者と頂点経営者?, Teihen rōdōsha to chōten keieisha) |                                                                             |                 |                                                                            |
| 13 | 9 dicembre 2021 | ISBN 978-4-06-526272-6                                                      | —               | —                                                                          |
| 13 | Capitoli - 60. (開戦と分離体?, Kaisen to bunri-tai) - 61. (2つの秘匿魔法?, 2-tsu no hitoku mahō) - 62. (このままじゃ無理?, Kono mama ja muri) - 63. (国と国民と経済?, Kuni to kokumin to keizai) - 64. (金属の雨?, Kinzoku no ame) |                                                                             |                 |                                                                            |
| 14 | 9 maggio 2022 | ISBN 978-4-06-527831-4                                                      | —               | —                                                                          |
| 14 | Capitoli - 65. (それぞれの道?, Sorezore no michi) - 66. (面倒と大人?, Mendō to otona) - 67. (言葉より古い音?, Kotoba yori furui oto) - 68. (分断と水獣?, Bundan to suijū) - 69. (神の法の守り手たち?, Kami no hō no mamoritetachi) |                                                                             |                 |                                                                            |
| 15 | 7 ottobre 2022 | ISBN 978-4-06-529403-1                                                      | —               | —                                                                          |
| 15 | Capitoli - 70. (救世主の誕生?, Kyūseishu no tanjō) - 71. (自由と報道?, Jiyū to hōdō) - 72. (濁流を渡る?, Dakuryū o wataru) - 73. (若気の至り?, Wakage no itari) - 74. (悪と敵？?, Aku to teki?) |                                                                             |                 |                                                                            |
| 16 | 9 marzo 2023 | ISBN 978-4-06-531035-9                                                      | —               | —                                                                          |
| 16 | Capitoli - 75. (達成と絶望?, Tassei to zetsubō) - 76. (不完全な独裁?, Fukanzen na dokusai) - 77. (マイモガのアトア?, Maimoga no Atoa) - 78. (ソリトゥラのフォーノ?, Soritora no Fōno) - 79. (疑惑と洗脳?, Giwaku to sen'nō) |                                                                             |                 |                                                                            |
| 17 | 8 agosto 2023 | ISBN 978-4-06-532602-2                                                      | —               | —                                                                          |
| 17 | Capitoli - 80. (量産と泥沼?, Ryōsan to doronuma) - 81. (開幕の狼煙?, Kaimaku no noroshi) - 82. (様々なGIFT?, Samazamana GIFT) - 83. (崩落でFALL撒く?, Hōraku de FALL maku) - 84. (代表を“選ぶ”?, Daihyō o "erabu") |                                                                             |                 |                                                                            |
| 18 | 9 gennaio 2024 | ISBN 978-4-06-534165-0                                                      | —               | —                                                                          |
| 18 | Capitoli - 85. (2万4000人の瞳?, 2-man 4000-ri no hitomi) - 86. (かつて手段だったもの?, Katsute shudandatta mono) - 87. (解決ではなく改善?, Kaiketsude wa naku kaizen) - 88. (私が守る?, Watashi ga mamoru) - 89. (日和ってる奴、いる?, Biyori tteru yatsu, iru) |                                                                             |                 |                                                                            |
| 19 | 7 giugno 2024 | ISBN 978-4-06-535792-7                                                      | —               | —                                                                          |
| 19 | Capitoli - 90. (終わりは突然?, Owari wa totsuzen) - 91. (野生と理性?, Yasei to risei) - 92. (本日も事故の無いように?, Honjitsu mo jiko no nai yō ni) - 93. (深淵からの声?, Shin'en kara no koe) - 94. (ガレイ防御陣形部隊?, Garei bōgyo Farankusu butai) |                                                                             |                 |                                                                            |
| 20 | 8 novembre 2024 | ISBN 978-4-06-537421-4                                                      | —               | —                                                                          |
| 20 | Capitoli - 95. (生還者?, Sabaibā) - 96. (硝子の王命?, Garasu no oumei) - 97. (手段は問わない?, Shudan wa towanai) - 98. (獅子身中の虫たち?, Shishishinchū no mushi-tachi) - 99. (声明と使命?, Seimei to shimei) |                                                                             |                 |                                                                            |
| 21 | 9 aprile 2025 | ISBN 978-4-06-539052-8                                                      | —               | —                                                                          |
| 21 | Capitoli - 100. (100万の恋の上に私達は生きている?, Hyakuman no koi no ue ni watashitachi wa ikite iru) - 101. (聖地侵攻?, Seichi shinkō) - 102. (魔術師集結?, Majutsushi shūketsu) - 103. (in the 聖地、引火 生死?, in the seichi, inka seishi) - 104. (未練と不屈?, Miren to fukutsu) |                                                                             |                 |                                                                            |
| 22 | 9 settembre 2025 | ISBN 978-4-06-540695-3                                                      | —               | —                                                                          |

#### Capitoli non ancora in formatotankōbon
Questa lista è suscettibile di variazioni e potrebbe essere incompleta o non aggiornata.

- 105.  (最期の時間?, Saigo no jikan)
- 106.  (自分の幸せ？?, Jibun no shiawase?)
- 107.  (群れになる?, Mure ni naru)
- 108.  (カゲロウの命?, Kagerō no inochi)
- 109.  (10周目?, 10 shū-me)

### Anime

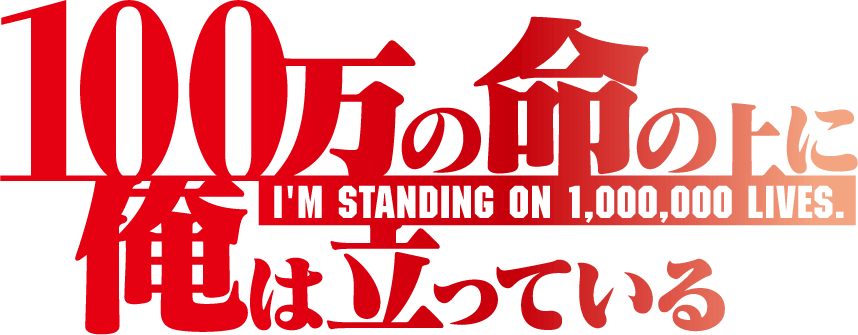
Logo della serie

Un adattamento di una serie televisiva anime è stato annunciato il 3 marzo 2020, prodotto da Maho Film e diretto da Kumiko Habara, con la sceneggiatura di Takao Yoshioka, il character design di Eri Kojima e Toshihide Masudate e Ken Ito che compone la musica. La serie è andata in onda dal 2 ottobre al 18 dicembre 2020 su Tokyo MX e altri canali. Kanako Takatsuki ha eseguito la sigla di apertura Anti world, mentre Liyuu ha eseguito la sigla finale Carpe Diem. La serie è andata avanti per 12 episodi. L'anime è concesso in licenza da Crunchyroll per lo streaming al di fuori dell'Asia. Nel sud-est asiatico e nell'Asia meridionale, mentre Medialink ha concesso in licenza l'anime e lo ha trasmesso in streaming sul suo canale YouTube Ani-One e su iQIYI.
Il 18 dicembre 2020, poco dopo la messa in onda del finale della prima stagione, è stata annunciata una seconda stagione, che è stata trasmessa dal 10 luglio al 25 settembre 2021. La YouTuber virtuale Kaede Higuchi ha eseguito la sigla di apertura della seconda stagione Baddest, mentre Kanako Takatsuki ha eseguito la sigla di chiusura Subversive. 
Il 18 maggio 2020, è stato annunciato che Sentai Filmworks ha acquisito i diritti dell'home video.

#### Episodi

##### Prima stagione
| Nº serie | Nº | Titolo italiano Giapponese 「Kanji」 - Rōmaji | In onda          | In onda |
| Nº serie | Nº | Titolo italiano Giapponese 「Kanji」 - Rōmaji | Giapponese       |         |
| 1        | 1  | Eroi non qualificati 「勇者失格」 - Yūsha shikkaku | 2 ottobre 2020   |         |
| 1        | 1  | Shindou Yuu è una modella amatoriale tra le migliori della sua classe e Hakozaki Kusue è una ragazza fisicamente debole a cui manca molto la scuola. Per un attimo Yotsuya Yuusuke sta pensando che la vista di queste due insieme sembra insolita... e il momento successivo, si ritrova in un altro mondo. Improvvisamente Hakozaki, una guerriera che non sa brandire nemmeno una spada, e Yotsuya, le cui uniche armi sono una zappa e una falce, diventano una squadra che, pur senza esperienza di combattimento, si ritrova impegnata nel compito di sconfiggere un potente troll. |                  |         |
| 2        | 2  | Questa città che io odio così tanto 「大嫌いなこの街を」 - Daikirai na kono machi o | 9 ottobre 2020   |         |
| 2        | 2  | Shindou e Hakozaki non riescono a rianimarsi dopo essere stati mangiati da un troll. Nel bel mezzo della lotta da solo per aumentare il suo livello con lui, Yotsuya viene aggiornato a una nuova classe di lavoro: Chef. Usa le sue nuove abilità lavorative per salvare le due ragazze e le tre finalmente sconfiggono il troll. La loro ricompensa è un assaggio di come apparirà il mondo dopo aver completato tutte e dieci le missioni... |                  |         |
| 3        | 3  | Aiutami 「あたしを助けて」 - Atashi o tasukete | 16 ottobre 2020  |         |
| 3        | 3  | Dopo che il Game Master le ha detto di provare con una certa ragazza, Yotsuya si intrufola nel bagno delle ragazze di un liceo sconosciuto e salva Tokitate Yuka dall'essere vittima di bullismo da parte dei suoi compagni di classe. Tokitate risulta essere il quarto membro del gruppo. Quando viene evocata nell'altro mondo, Tokitate sviluppa una profonda ammirazione per Shindou, che vede molto più forte e più bella di lei... ma Shindou ha anche un passato di cui non può raccontare a nessuno. |                  |         |
| 4        | 4  | Kahavel di Cortonel 「コルトネルのカハベル」 - Korutoneru no Kahaberu | 23 ottobre 2020  |         |
| 4        | 4  | Il gruppo si dirige verso Radodorbo, un villaggio molto a ovest, per completare l'ultima fase della loro ricerca. Tuttavia, Shindou viene catturato dai banditi lungo la strada. Tokitate e Hakozaki vogliono salvarla, ma Yotsuya vuole solo sbrigarsi, quindi i tre finiscono per separarsi. Yotsuya quindi partecipa a un torneo di arti marziali a Cortonel nella speranza di vincere alcuni cavalli che possono usare, e lì incontra una donna cavaliere di nome Kahvel. |                  |         |
| 5        | 5  | Il valore di una vita 「命の価値は」 - Inochi no kachi wa | 30 ottobre 2020  |         |
| 5        | 5  | Yotsuya è riuscita a salvare gli altri membri del gruppo con l'aiuto di Kahvel. Kahvel accetta di accompagnarli a Radodorbo se le permetteranno di addestrarli all'arte della spada, poiché sono i giocatori e quindi non possono morire. Lungo la strada incontrano un villaggio di goblin e li ingaggiano in battaglia. Hakozaki, che prima aveva solo rallentato tutti in battaglia a causa della sua mancanza di forza e rassegnazione, finalmente trova la sua determinazione e riesce a uccidere un goblin da sola. |                  |         |
| 6        | 6  | Le antiche rovine di Hoz Banyzat Aragutz 「古代遺跡ホッズ・バニャザット・アラグッツ」 - Kodai iseki Hozzu Banyazatto Araguttsu | 6 novembre 2020  |         |
| 6        | 6  | Il gruppo di Yotsuya ha salvato le persone che erano sotto l'attacco dei coboldi. Quindi scoprono che il gruppo è una squadra di soldati del regno dittatoriale di Deokk e stanno scortando eretici a Radodorbo per essere giustiziati. Il gruppo non è ancora sicuro di come interpretare la loro ricerca, quindi per il momento accompagnano i soldati e gli eretici sulla strada per Radodorbo. |                  |         |
| 7        | 7  | Il guerriero della luce e l'estraneo delle tenebre 「光の戦士と闇の他人」 - Hikari no senshi to yami no tanin | 13 novembre 2020 |         |
| 7        | 7  | Il gruppo di Yotsuya viene intrappolato dal soldato Deokk Kamilto in una grotta piena di antiche trappole. Yotsuya viene separato dal gruppo, lasciando gli altri tre membri del gruppo e Kahvel a combattere un formidabile gargoyle. Le cose sembrano disperate quando il gargoyle sconfigge Kahvel, ma poi Shindou raggiunge il grado 10 e cambia lavoro in un Guerriero (Spada), permettendole di combattere contro il gargoyle. |                  |         |
| 8        | 8  | Assassino di Non Giocanti 「ノン プレイヤーキラー」 - Non pureiyā kirā | 20 novembre 2020 |         |
| 8        | 8  | Dopo essere fuggiti dalla caverna, il gruppo si divide in due squadre, una che insegue i soldati Deokk e l'altra alla ricerca di modi per completare la loro missione. La squadra di Yotsuya, Tokitate e Kahvel raggiunge Kamilto e i suoi uomini, ma se si lanciano direttamente in battaglia, potrebbe scoppiare una guerra tra Deokk e Cortonel, la patria di Kahvel. |                  |         |
| 9        | 9  | Logout del batticuore 「ときめきログアウト」 - Tokimeki roguauto | 27 novembre 2020 |         |
| 9        | 9  | Il piano di Yotsuya per salvare gli eretici ha successo, così come la sua vendetta su Kamilto per aver ucciso il subordinato di Kahvel. Lui e Tokitate si dirigono a Radodorbo con gli eretici mentre Shindou e Hakozaki viaggiano separatamente nella speranza di trovare un carico diretto a Radodorbo. Lungo la strada, Tokitate viene coinvolta in quella che percepisce come una relazione in erba tra Yotsuya e Kahvel e cerca di avviare eventi per riunirli. |                  |         |
| 10       | 10 | Yusuke Yotsuya muore 「四谷友助死す」 - Yotsuya Yūsuke shisu | 4 dicembre 2020  |         |
| 10       | 10 | Dopo aver consegnato con successo il loro carico a Radodorbo, Yotsuya e gli altri si separano da Kahvel e si dividono per coprire il terreno in quattro direzioni diverse in modo da poter completare la loro missione per coprire il 5% della mappa. Non dovrebbe essere un compito difficile se tutto andasse come previsto, ma un'improvvisa bufera di neve impedisce loro di progredire. |                  |         |
| 11       | 11 | Majiha per Sempre 「マジハよ永遠に」 - Majiha yo towa ni | 11 dicembre 2020 |         |
| 11       | 11 | I progressi di tutti e quattro i membri del gruppo sono bloccati da forti nevicate mentre il tempo continua a scorrere. Quel che è peggio, se qualcuno muore di congelamento, non può tornare in vita fino a quando il tempo in cui si rianima non diventa di nuovo sopravvissuto. La festa diventa disperata. Yotsuya si perde in una prigione sotterranea in cui è caduto inaspettatamente, Shindou cammina attraverso un lago ghiacciato senza rendersi conto di quanto sia sottile il ghiaccio sotto i suoi piedi e Hakozaki non è in grado di progredire ulteriormente. Mentre i membri del gruppo perdono la vita uno ad uno, Tokitate, l'ultimo sopravvissuto, è pronto ad arrendersi. Quando improvvisamente riceve aiuto da una misteriosa maga e vince. |                  |         |
| 12       | 12 | L'estate di un assassino 「殺人犯の夏」 - Satsujin-han no natsu | 18 dicembre 2020 |         |
| 12       | 12 | Come ricompensa per aver completato la ricerca, Tokitate chiede al Game Master se questo mondo alternativo è effettivamente virtuale o meno... e la risposta è che si tratta di una Terra alternativa che si è diramata dalla linea temporale della Terra originale. Dopo aver sentito che è un mondo esistente, Yotsuya trema alla consapevolezza di aver ucciso persone reali. Una volta tornato nel mondo reale e ripreso la sua vita normale, il Game Master appare davanti a lui sotto forma di una giovane ragazza e lo conduce a un incontro con il prossimo nuovo giocatore. Il Game Master pone domande toccanti sul valore della vita e cerca di mostrare attraverso la ricerca di Yasuke sperimenta il valore della vita, tuttavia Yasuke sa di avere valori sbagliati ma piuttosto si illude che tutti gli umani siano inutili tranne quelli che possono fornire benefici personali o meglio di lui. Piuttosto cerca di essere uno psicopatico piuttosto che seguire le norme sociali. |                  |         |

##### Seconda stagione
| Nº serie | Nº | Titolo italiano Giapponese 「Kanji」 - Rōmaji                                                           | In onda           | In onda |
| Nº serie | Nº | Titolo italiano Giapponese 「Kanji」 - Rōmaji                                                           | Giapponese        |         |
| 13       | 1  | Andiamo a Jiffon, ho capito 「そうだ ジフォン、行こう。」 - Sō da Jifon, ikō.                           | 10 luglio 2021    |         |
| 14       | 2  | Yana & Aoiu sono le Vaikdam 「ヤーナ＆アォユーふたりはヴァイクダム」 - Yāna & Aoyū futari wa Vaikudamu  | 17 luglio 2021    |         |
| 15       | 3  | Non possiamo essere gli eroi della giustizia 「正義の味方にはなれない」 - Seigi no mikata ni wa narenai | 24 luglio 2021    |         |
| 16       | 4  | L'isola che scorre 「流れる島」 - Nagareru shima                                                        | 31 luglio 2021    |         |
| 17       | 5  | Dik Throbb 「ツィンコ ビンビン」 - Tsinko Binbin                                                        | 7 agosto 2021     |         |
| 18       | 6  | L'unica cosa che possono fare è guardarlo 「彼らはただそれを見上げる」 - Karera wa tada sore o miageru  | 14 agosto 2021    |         |
| 19       | 7  | Un cortometraggio e il sesto eroe 「短編映画と六番目の勇者」 - Tanpen eiga to roku-banme no yūsha       | 21 agosto 2021    |         |
| 20       | 8  | Il Viaggio della Morte 「死出の旅」 - Shide no tabi                                                     | 28 agosto 2021    |         |
| 21       | 9  | L'attacco dei mostri 「魔獣総進撃」 - Majū sōshingeki                                                   | 4 settembre 2021  |         |
| 22       | 10 | Un desiderio di distruzione 「滅亡への意志」 - Metsubō e no ishi                                        | 11 settembre 2021 |         |
| 23       | 11 | Vescovo del Drago 「ドラゴンビショップ」 - Doragon bishoppu                                             | 18 settembre 2021 |         |
| 24       | 12 | Sopra milioni di vite 「100万の命の上に」 - Hyakuman no inochi no ue ni                                 | 25 settembre 2021 |         |

### Light novel
Una light novel, scritta da Sawako Kobayashi e illustrata da Nao, è stata pubblicata da Kōdansha il 9 luglio 2021.